# 96号線 (ベルギー)
ベルギー国鉄96号線（フランス語: Ligne 96、オランダ語: Spoorlijn 96）は、ベルギー王国の首都ブリュッセルのブリュッセル南駅からエノー州のケヴィー駅を経てフランスノール県オーモンのオーモン駅に至る区間を結ぶベルギー国鉄およびフランス国鉄の鉄道路線である。

## 概要
全長85kmであり、1840年に最初の区間が開業、1857年に全線開業した。パリ＝ノール-リール線、クレイユ-ジュモン線と共にパリ - ブリュッセル間を結ぶ一大幹線となった。1996年から翌97年にHSL1が部分開業すると大半の長距離旅客列車は新線経由に移行した。今日では地域輸送と貨物輸送が中心の路線になっている。